# Rachel Homan
Rachel Homan, född 5 april 1989 i Ottawa, är en kanadensisk curlingspelare som representerar det kanadensiska landslaget.

## Biografi
Rachel Homan medverkade vid de olympiska vinterspelen 2018 och de olympiska vinterspelen 2022. Hon har medverkat i fem VM-turneringar. I VM har hon tagit tre guld, ett silver och ett brons..